# Harald Müller (Historiker)

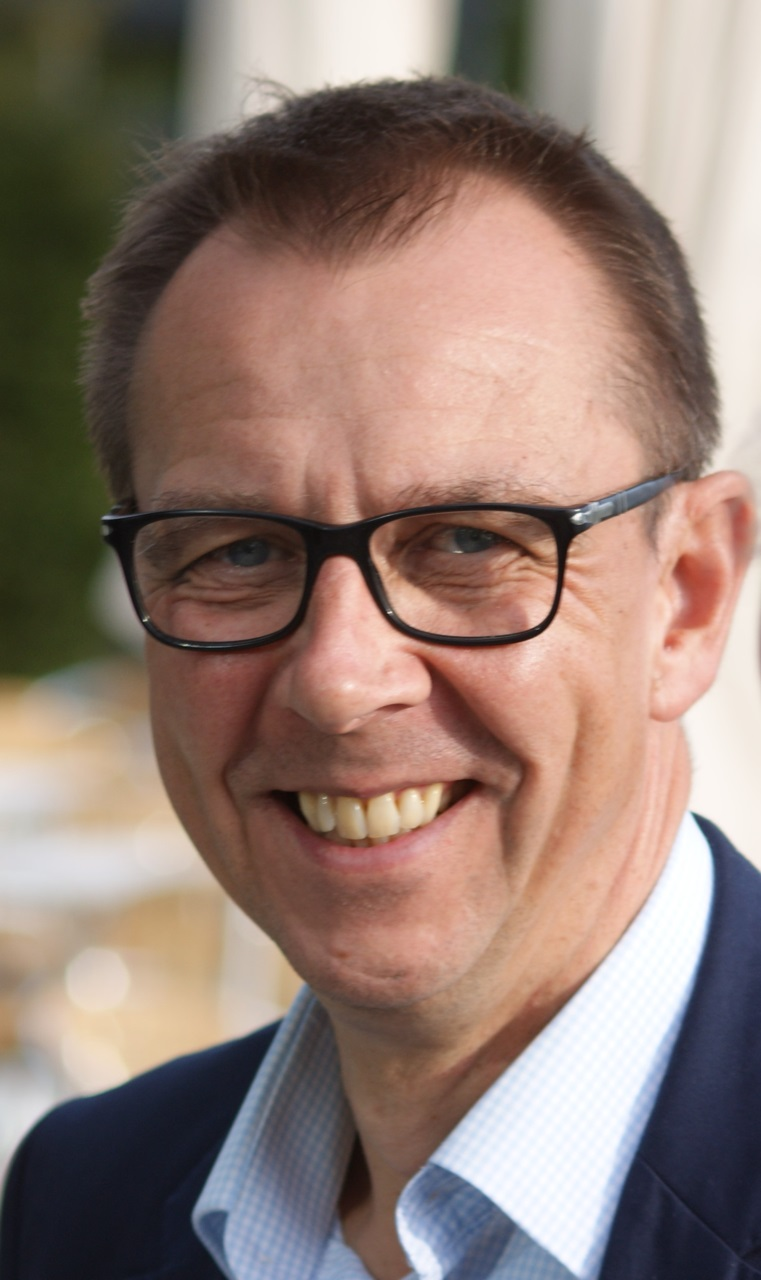
Harald Müller, aufgenommen 2016 von Werner Maleczek.

Harald Müller (* 6. Oktober 1962 in Stolberg (Rhld.)) ist ein deutscher Historiker.
Harald Müller studierte Alte, Mittlere und Neuere Geschichte sowie Philosophie an der Rheinisch-Westfälischen Technischen Hochschule Aachen (RWTH). Er wurde 1996 mit einer von Dietrich Lohrmann angeregten und betreuten Arbeit über die delegierte päpstliche Gerichtsbarkeit im 12. und beginnenden 13. Jahrhundert promoviert. Von 1998 bis 2005 war er als Wissenschaftlicher Assistent bei Johannes Helmrath an der Humboldt-Universität zu Berlin tätig. 2005 erfolgte dort seine Habilitation mit einer Arbeit über Humanisten und Humanismus in den Klöstern des spätmittelalterlichen Reiches. 2005/06 lehrte er als Vertretungsprofessor für Historische Hilfswissenschaften und Archivwissenschaft an der Universität Leipzig. Von Oktober 2007 bis Juli 2008 war er Vertretungsprofessor für Mittlere und Neuere Geschichte und Vergleichende Landesgeschichte an der Universität Mainz.
Seit September 2008 lehrt er als Professor für Mittlere Geschichte an der RWTH Aachen, 2014/15 war er als Senior Fellow am Historischen Kolleg in München. Als Stipendiat des Historischen Kollegs hielt er im März 2015 ein Kolloquium zum Thema Autorität und Krise. Der Verlust der Eindeutigkeit und seine Folgen am Beispiel der mittelalterlichen Gegenpäpste. Den Tagungsband mit elf Aufsätzen gab Müller 2017 heraus. Im April 2015 übernahm Müller als Nachfolger von Thomas R. Kraus den Vorsitz des Aachener Geschichtsvereins. Er ist einer der Mitherausgeber der Zeitschrift des Aachener Geschichtsvereins. Im März 2016 wurde er Mitglied im Konstanzer Arbeitskreis für mittelalterliche Geschichte. Er ist außerdem Mitglied des Vorstands der Gesellschaft für Rheinische Geschichtskunde, der Deutschen Kommission für die Bearbeitung der Regesta Imperii und der Commission Internationale de Diplomatique.
Seine Forschungsschwerpunkte sind das Mittelalter und das Zeitalter des Frühhumanismus, die Kirchengeschichte und das Kirchenrecht, mit besonderer Spezialisierung auf kirchliche delegierte Gerichtsbarkeit und das Phänomen der mittelalterlichen Gegenpäpste. Er veröffentlichte 2021 eine Untersuchung zum Aachener Thron. Den Thron verstand Müller als „Objekt der gedanklichen Aneignung und Ausgestaltung“ und überwindet damit den Denkansatz, der auf die bloße Authentizität des Objekts sich konzentriert.

## Schriften (Auswahl)
Monographien
- Päpstliche Delegationsgerichtsbarkeit in der Normandie (12. und frühes 13. Jahrhundert) (= Studien und Dokumente zur Gallia Pontificia. Bd. 4). 2 Teile, Bouvier, Bonn 1997 (zugleich teilweise: Dissertation, Rheinisch-Westfälische Technische Hochschule Aachen, 1996), ISBN 3-416-02690-X.
- Habit und Habitus. Mönche und Humanisten im Dialog (= Spätmittelalter und Reformation. Texte und Untersuchungen. N.R. Bd. 32). Mohr Siebeck, Tübingen 2006, ISBN 3-16-149123-8 (zugleich: Habilitationsschrift, Humboldt-Universität Berlin, 2005).
- Mittelalter. 2., überarbeitete und aktualisierte Auflage. De Gruyter Oldenbourg, Berlin/Boston 2015, ISBN 978-3-11-039968-4.
- KarlsThron. Monument und Mythos (= Zeitenspiegel Essay. Bd. 3). Anton Hiersemann, Stuttgart 2021, ISBN 978-3-7772-2133-5.

Herausgeberschaften
- mit Florian Eßer: Wissenskulturen. Bedingungen wissenschaftlicher Innovation (= Studien des Aachener Kompetenzzentrums. Bd. 12). Kassel University Press, Kassel 2012, ISBN 978-3-86219-236-6.
- mit Franz J. Felten, Heidrun Ochs: Landschaft(en). Begriffe – Formen – Implikationen (= Geschichtliche Landeskunde. Bd. 68). Steiner, Stuttgart 2012, ISBN 978-3-515-10526-2.
- mit Jochen Johrendt: Rom und die Regionen. Studien zur Homogenisierung der lateinischen Kirche im Hochmittelalter (= Abhandlungen der Akademie der Wissenschaften zu Göttingen. Philologisch-Historische Klasse. N.F. Bd. 19). De Gruyter, Berlin/Boston 2012, ISBN 978-3-11-028929-9.
- mit Brigitte Hotz: Gegenpäpste. Ein unerwünschtes mittelalterliches Phänomen (= Papsttum im mittelalterlichen Europa. Bd. 1). Böhlau, Wien u. a. 2012, ISBN 978-3-412-20953-7.
- Marienkirche. Aspekte ihrer Archäologie und frühen Geschichte. Schnell + Steiner, Regensburg 2014, ISBN 3-7954-2801-7.
- Der Verlust der Eindeutigkeit und seine Folgen am Beispiel der mittelalterlichen Gegenpäpste. Zur Krise päpstlicher Autorität im Kampf um die Cathedra Petri (= Schriften des Historischen Kollegs. Kolloquien. Bd. 95). De Gruyter Oldenbourg, München 2016, ISBN 978-3-11-046154-1 (Digitalisat).
- mit Nikolas Jaspert: Klangräume des Mittelalters (= Vorträge und Forschungen. Bd. 94). Thorbecke, Ostfildern 2023, ISBN 978-3-7995-6895-1.